# Epitácio Pessoa
Epitácio Lindolfo da Silva Pessoa (Umbuzeiro, Paraíba, 23 de mayo de 1865-Petrópolis, Río de Janeiro, 13 de febrero de 1942) fue un magistrado, diplomático, profesor universitario, jurista y político brasileño. Afiliado al Partido Republicano Mineiro, fue el 11.º presidente de Brasil entre los años 1919 y 1922. Su gobierno estuvo marcado por revueltas militares que desembocarían, años más tarde, en la revolución de 1930, que llevó a Getúlio Vargas al poder.
Anteriormente, fue diputado federal, ministro de justicia, juez del Supremo Tribunal Federal, procurador general de la República, tres veces senador, jefe de la delegación brasileña en la Conferencia de Versalles y juez de la Corte Permanente de Justiça Internacional.

## Origen y carrera política
Nació en la provincia de Paraíba, donde sus padres murieron de viruela cuando él tenía siete años. Fue educado por su tío, Henrique de Lucena, barón de Lucena, entonces gobernador de Pernambuco. Estudió en el Liceo Pernambucano e ingresó en la Facultad de Derecho de Recife, donde se licenció en 1886. 

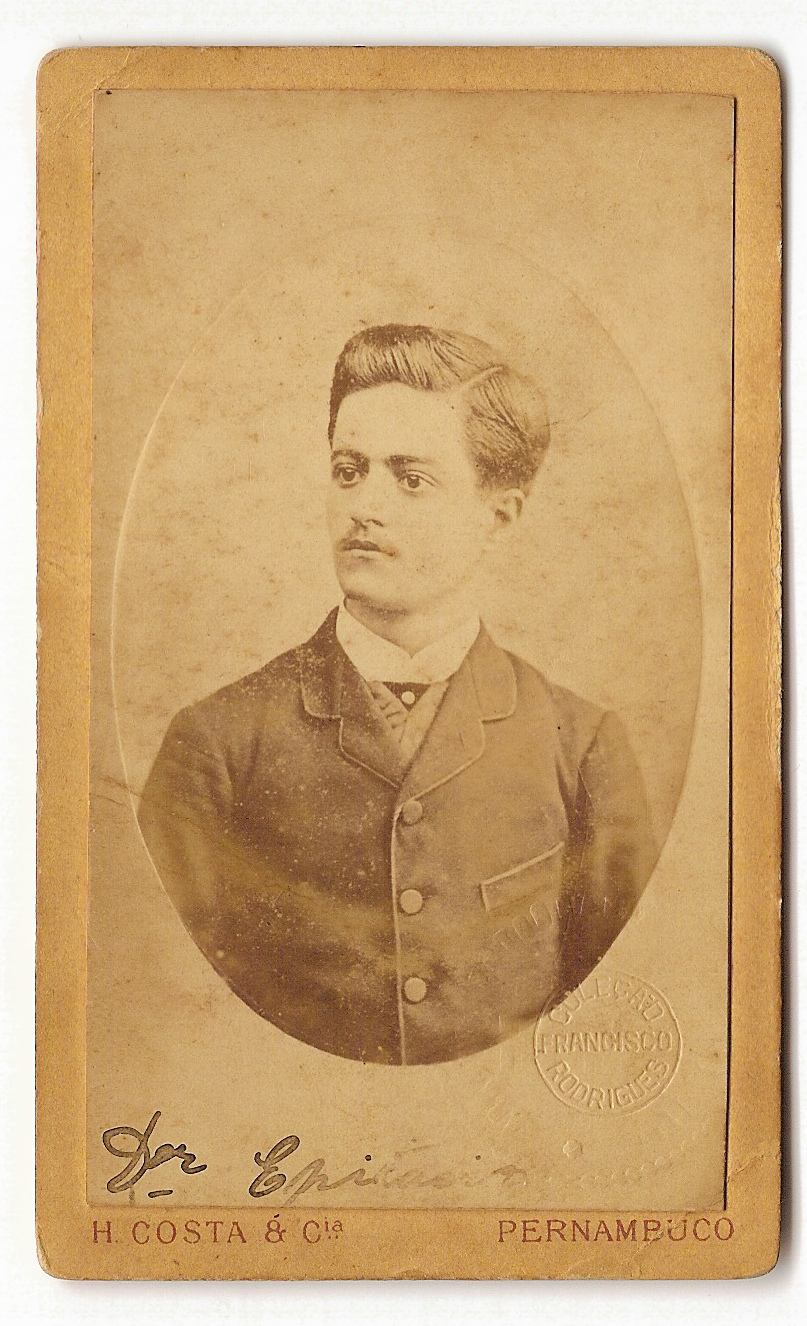
Epitácio Lindolfo da Silva, licenciado en 1886, profesor de la Facultad de Derecho de Recife y Presidente de la República.

Conoció al mariscal Deodoro da Fonseca, que le fue presentado por su sobrino José Pessoa. Al proclamarse la República, fue invitado por el gobernador Venâncio Neiva a ser secretario general del primer gobierno republicano de Paraíba. Fue diputado en el Congreso Constituyente de 1890 a 1891, cuando se distinguió, y a los veinticinco años demostró ser un consumado jurista.
De su labor en la Asamblea Nacional Constituyente destaca su discurso sobre la responsabilidad política del Presidente de la República. En 1894, decidió abandonar la política por estar en desacuerdo con el presidente Floriano Peixoto. Se fue a Europa y se casó con Maria da Conceição de Manso Sayão.
Luego fue Ministro de Justicia en el gobierno de Campos Sales, cuando invitó a Clóvis Beviláqua, su colega en la Facultad de Derecho de Recife, a redactar el proyecto de Código Civil, sancionado en 1916 y, simultáneamente, ocupó los cargos de juez del Supremo Tribunal Federal y Procurador General de la República entre 1902 y 1905.
Levi Carneiro, en "Livro de um Advogado" (en español: "Libro de un Abogado"), señala que Epitácio Pessoa nunca fue un voto perdedor en los casos en los que fue ponente. Se jubiló a los 47 años, por invalidez, como ministro del Supremo Tribunal Federal. En 1912, ya jubilado, fue elegido senador por Paraíba.
Luego se fue a Europa y vivió allí hasta 1914. Regresó a Brasil ese año y, poco después de la muerte de Pinheiro Machado, se hizo un nombre en el Congreso al asumir el papel de ponente de la Comisión de Verificación de Poderes.
Con el fin de la Primera Guerra Mundial, encabezó la delegación brasileña en la Conferencia de Paz de Versalles, en 1919. Rui Barbosa, designado jefe de la delegación, dimitió y fue sustituido por Epitácio. La delegación brasileña, apoyada por Estados Unidos, obtuvo buenos resultados en las cuestiones que más preocupaban a Brasil: la venta del café brasileño almacenado en puertos europeos y los 70 barcos alemanes incautados por Brasil durante la guerra.

## Presidente de la República

### La elección de 1919
Epitácio se presentó como candidato para suceder a Delfim Moreira, vicepresidente de la República que había asumido la presidencia tras la muerte del presidente electo Rodrigues Alves. Fue designado candidato presidencial mientras representaba a Brasil en la Conferencia de Versalles. En las elecciones del 13 de abril de 1919, Epitácio obtuvo 286 373 votos frente a los 116 414 votos otorgados al ya septuagenario Rui Barbosa, ganando las elecciones sin ni siquiera haber salido de Francia de dónde recién regresaría el 21 de junio de 1919.Este es un caso único en la historia del Brasil. Su elección fue también la única en la República Velha que no tuvo lugar en la fecha oficial de las elecciones presidenciales: el 1 de marzo.

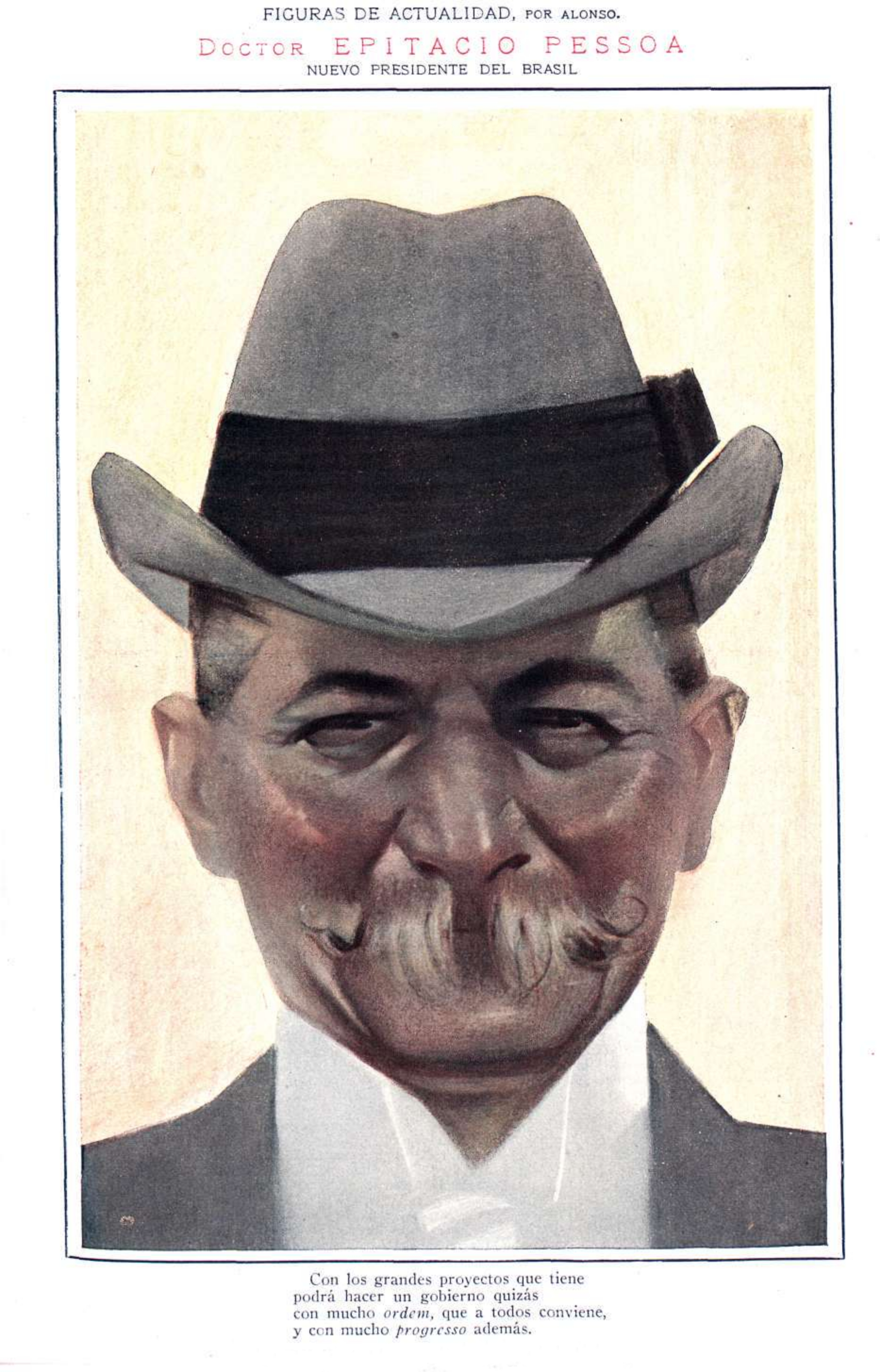
Retratado por Alonso en la revista argentina Caras y Caretas (1919)

Su candidatura fue apoyada por Minas Gerais y su victoria estuvo marcada por el simbolismo ya que un presidente de Paraíba representaba la primera derrota de la política del café con leche, pues sólo el mariscal Hermes da Fonseca había sido una solitaria excepción una década antes. Sin embargo, seguía representando la opción de las oligarquías de São Paulo y Minas Gerais.
Sin embargo, existe otra versión de su elección: la versión de que São Paulo y Minas Gerais decidieron, tras la muerte de Rodrigues Alves, elegir a un tertius, alguien que no fuera de ninguno de esos dos estados. Luego, para la siguiente elección, se volvió a la rotación de São Paulo y Minas Gerais con la llegada al poder del mineiro Artur Bernardes.

## El Gobierno
Con el fin de la guerra, Europa rehabilitó sus industrias. En Brasil se produjeron huelgas laborales y los empresarios y cafeteros intentaron imponer sus reivindicaciones. Epitácio Pessoa intentó aplicar una política de austeridad fiscal. Sin embargo, la presión llegó de los estados. Un nuevo préstamo de nueve millones de libras financió la retención de café verde en los puertos brasileños. Se obtuvo otro préstamo de Estados Unidos para la electrificación del Ferrocarril Central de Brasil.
Epitácio no escapó a la política de los gobernadores, por la cual el gobierno federal debía intervenir a favor de los grupos gobernantes del estado a cambio de apoyo en el Congreso. Enfrentó uno de los períodos políticos más turbulentos de la Primera República, con la Revuelta del Fuerte de Copacabana, el 5 de julio de 1922, la crisis de las cartas falsas y la revuelta de los clubes militares. Su proceso de sucesión se desarrolló en un clima muy agitado en las Fuerzas Armadas. Entre los tenientes y subalternos existía un clima de oposición a profundas reformas políticas (tenentismo).
Realizó algunas obras contra la sequía en el Nordeste. Se construyeron doscientas cinco presas, doscientos veinte pozos y quinientos kilómetros de ferrocarriles locales. Sin embargo, esto no fue suficiente para satisfacer la insostenible escasez de la población local.
También se ocupó de la economía cafetera, consiguiendo mantener en un nivel favorable los precios del principal producto de exportación de Brasil en aquella época. Al inicio de su gobierno, consciente de que la prosperidad resultante de los negocios realizados durante la guerra tenía bases accidentales y transitorias, emprendió una severa política financiera, llegando a vetar leyes para aumentar la remuneración de las Fuerzas Armadas.
Pessoa nombró a dos políticos civiles para las carteras militares, Pandiá Calógeras y Raul Soares, revitalizando así la tradición monárquica. Autoritario y enérgico, amparado por la "ley para la represión del anarquismo" del 17 de enero de 1921, buscó limitar las acciones de la oposición. Su gobierno, según Souto Maior, "fue al mismo tiempo laborioso, esforzado y difícil”.

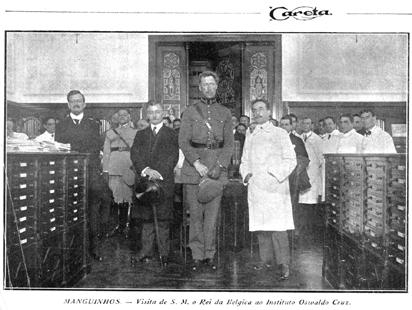
Carlos Chagas, recibiendo al presidente de la República Epitácio Pessoa y al rey Alberto I de Bélgica.

En el campo artístico, destacó la Semana de Arte Moderno, que tuvo lugar en São Paulo y pretendía establecer una nueva forma de hacer arte en Brasil. Querían alejarse de las concepciones puramente europeas y crear un movimiento típicamente nacional. El radicalismo de la fase inicial del movimiento escandalizó a muchos sectores conservadores, que se vieron ridiculizados por los nuevos artistas. Lideraban el movimiento Oswald de Andrade, Mário de Andrade y Manuel Bandeira, entre otros.
Las celebraciones del centenario de la Independencia estuvieron marcadas por la organización de una gran Exposición Internacional, con la visita a Brasil del presidente de la República Portuguesa, Antônio José de Almeida. Poco antes, había sido recibido el rey de Bélgica, Alberto I. Con relación a la familia imperial brasileña, Epitácio Pessoa tuvo un gesto de simpatía, revocando la ley de destierro.
Existe una versión que dice que Epitácio vetó la participación de futbolistas negros en la selección de fútbol que iba a competir en el Campeonato Sudamericano de Fútbol de 1921, como los propios periódicos de la época lo retrataban. Sin embargo, hay que destacar que no existía ninguna norma u orden escrita y publicada en este sentido y, sobre todo, que los periódicos que publicaron la declaración fueron opositores a su gobierno. También se le acusa de burlarse de los rasgos negros del ministro del Tribunal Supremo, Pedro Lessa, primer ministro afrodescendiente del Supremo Tribunal Federal. 
En el ámbito político, cabe destacar la fundación del Partido Comunista Brasileño (PCB) en 1922. El nuevo partido tuvo gran repercusión pues dio nueva dirección y organización al movimiento obrero. Los trabajadores, influidos por los ideales de la Revolución Rusa, abandonaron gradualmente el anarquismo en favor del socialismo. Las oligarquías, naturalmente, no vieron con buenos ojos la organización proletaria y trataron de dificultarla al máximo. En junio de 1922, tres meses después de su fundación, el partido fue clausurado por  Pessoa que temía revueltas en su gobierno.
El final de su administración fue muy agitado. La campaña del futuro presidente Artur Bernardes se desarrolló en medio de una permanente amenaza revolucionaria. Los estados de Río Grande del Sur, Río de Janeiro, Bahía y Pernambuco no estuvieron de acuerdo con la candidatura oficial y lanzaron la candidatura de Nilo Peçanha, caracterizando una segunda crisis en la política de las oligarquías.

### Crisis de las cartas falsificadas y elecciones de 1922
Con el nombre de "Crisis de las cartas" fue como se conoció a dos cartas publicadas que contenían ofensas contra los militares y Nilo Peçanha atribuidas a Artur Bernardes, candidato a la presidencia de la República. El escándalo que siguió intensificó la oposición de los militares a Bernardes, que, no obstante, fue elegido en marzo de 1922 pero se enfrentó en su gobierno al movimiento tenentista, inicio de un proceso de ruptura política que desembocaría en la Revolución de 1930.
El 9 de octubre de 1921, el Correio da Manhã publicó cartas supuestamente enviadas por Bernardes a Raúl Soares, que incluían insultos a las Fuerzas Armadas y al mariscal Hermes da Fonseca. Bernardes contrató a peritos y consiguió demostrar que las cartas eran falsas.
En una elección muy disputada, el 1 de marzo de 1922, Bernardes fue elegido presidente derrotando a Nilo Peçanha y Urbano Santos da Costa Araújo fue elegido vicepresidente, pero, al haber fallecido, fue sustituido por Estácio Coimbra. El Club Militar y Borges de Medeiros pidieron la creación de un tribunal de honor para legitimar los resultados de las elecciones. El Congreso reconoció la lista elegida.
El desacuerdo y la falta de compatibilidad entre Bernardes y las fuerzas armadas por las "cartas falsas" provocaron reacciones como las revueltas tenentistas. El tenentismo fue "uno de los principales agentes históricos responsables del colapso de la República Velha, es decir, formó parte del proceso de crisis de la sociedad agroexportadora y del Estado oligárquico en Brasil que culminó en la Revolución de 1930", según Maria Cecília P. Forjaz.

### Los 18 del Fuerte
El 5 de julio de 1922 estalló una revuelta en el Fuerte de Copacabana, a la que se unieron el Fuerte de Vigía y estudiantes de la Escuela Militar. Fue el primer levantamiento tenentista en Brasil. Los sublevados querían derrocar al Presidente e impedir la toma de posesión de Artur Bernardes. Sin embargo, la mayoría de los numerosos oficiales que habían acordado sublevarse desistieron. Sólo diecisiete oficiales optaron por mantener la rebelión, obteniendo el apoyo de un civil, Otávio Correia. Los dieciocho amotinados partieron a lo largo de la playa de Copacabana en busca de sus objetivos, lo que provocó un enfrentamiento con el resto del ejército. Fueron ametrallados. Dieciséis murieron. Los otros dos, aunque tiroteados, sobrevivieron. Uno de los supervivientes fue Siqueira Campos, el otro, Eduardo Gomes, más tarde se convirtió en brigadier y se presentó a las elecciones presidenciales por la UDN.
A pesar de todos los incidentes políticos con las oligarquías, desde la Reacción Republicana hasta la Revuelta de Copacabana, la candidatura oficial ganó pero demostró la decadencia de la política oligárquica que imperaba en Brasil y que terminaría definitivamente en 1930, con la revolución liderada por Getúlio Vargas.

### Hechos destacados de la presidencia de Epitácio Pessoa
Sus principales actos como presidente fueron:
1. Construcción de más de 200 represas en el nordeste (considerada la mayor obra de su gobierno).[8]
2. Creación de la Universidad de Río de Janeiro - considerada por los historiadores oficiales de la época como la primera de Brasil, a pesar de la Universidad de Paraná, creada casi una década antes, en 1912, y también de la Universidad de Manaus, creada en 1909;[9]
3. Celebración del primer centenario de la Independencia;
4. Inauguración de la primera emisora de radio de Brasil;[10]
5. Sustitución de la libra por el dólar, que se convirtió en el patrón de paridad monetaria brasileño;
6. Construcción de más de 1000 km de ferrocarriles en el sur de Brasil;[8]
7. Nombramiento de un civil - el historiador João Pandiá Calógeras - como ministro de Guerra;
8. Victoria en la Revuelta de los 18 del Fuerte de Copacabana;
9. Abolición, en 1920, de la ley que prohibía la entrada de la Familia Imperial en Brasil;
10. Llevó a cabo obras contra las sequías en el noreste.[11]

## Después de la presidencia

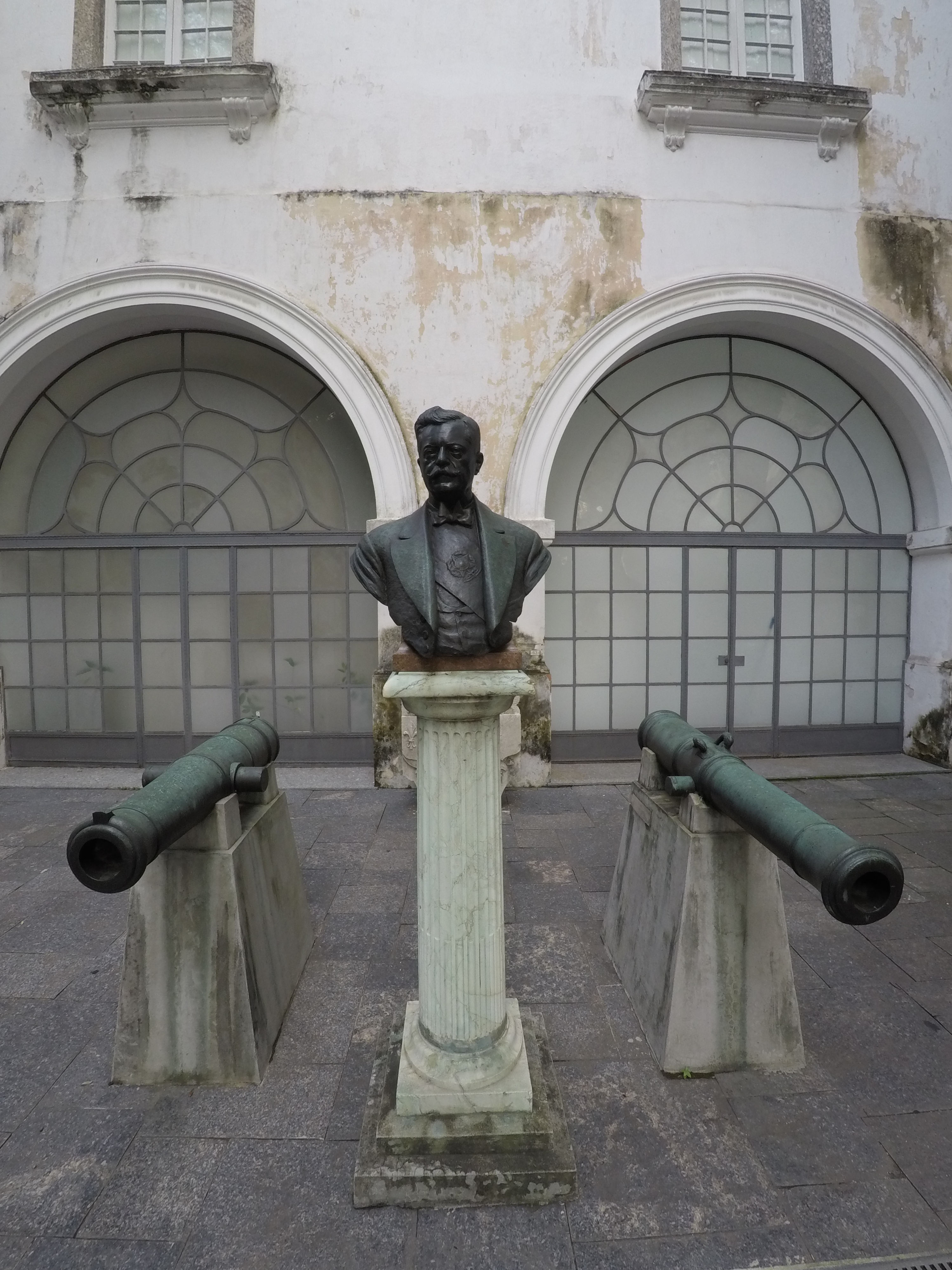
Busto de Epitácio Pessoa en el Pátio dos Canhões del Museo Histórico Nacional de Río de Janeiro

Al dejar la presidencia, fue elegido ministro de la Corte Permanente de Justicia Internacional de La Haya, mandato que ejerció hasta noviembre de 1930. Desde 1924 hasta la Revolución de 1930, fue senador por el estado de Paraíba. Apoyó la revolución, uno de cuyos objetivos más importantes era cumplir los ideales del 5 de julio.
El asesinato de su sobrino João Pessoa le causó una gran angustia emocional. A partir de entonces se retiró de las actividades públicas. En 1937, aparecieron los primeros indicios de que su vida estaba llegando a su fin. La enfermedad de Parkinson y los problemas cardíacos empeoraron. Epitácio Pessoa murió el 13 de febrero de 1942 en la finca Nova Betânia cerca de Petrópolis.
El 23 de mayo de 1965 (exactamente el centenario de su nacimiento), sus restos junto con los de su esposa, Mary Sayão Pessoa, fueron inhumados solemnemente en el "Museo y Cripta de Epitácio Pessoa" donde aún permanecen hoy, abiertos al público. Este espacio se construyó especialmente para este fin en los sótanos del Palacio de Justicia, en el centro de la ciudad de João Pessoa, capital de Paraíba. Los restos, que anteriormente habían sido enterrados en Río de Janeiro, habían llegado a la capital de Paraíba unos días antes transportados en un avión del Gobierno Federal, y las urnas fueron alojadas temporalmente en el complejo barroco formado por la iglesia de São Francisco y el Convento de Santo Antônio.
El día exacto del centenario de Epitácio, fueron trasladados al Museo y Cripta. A la llegada de los restos, el célebre tribuno paraibano Alcides Carneiro pronunció un discurso oficial en nombre de Paraíba. En el momento del traslado de los restos, el gobernador de Paraíba era Pedro Moreno Gondim y el presidente del Tribunal de Justicia era el juez Francisco Floriano da Nóbrega Espínola.
El nombre del único hombre de Paraíba que llegó a ser Presidente de la República se utiliza para bautizar calles, avenidas, plazas, presas, etc. en todo Brasil. En João Pessoa, la Av. Epitácio Pessoa es una de las vías comerciales y financieras más importantes de la ciudad. La ciudad de Presidente Epitácio, situada en el interior de São Paulo, también fue nombrada  en su honor.

## Academia Paraibana de Letras
Es el patrono de la silla número 31 de la Academia Paraibana de Letras, que tiene al padre Francisco Lima como fundador y como actual ocupante a Ângela Bezerra de Castro.

## Composición del gobierno
Vicepresidentes
- Delfim Moreira da Costa Ribeiro
- Francisco Álvaro Bueno de Paiva

Ministros

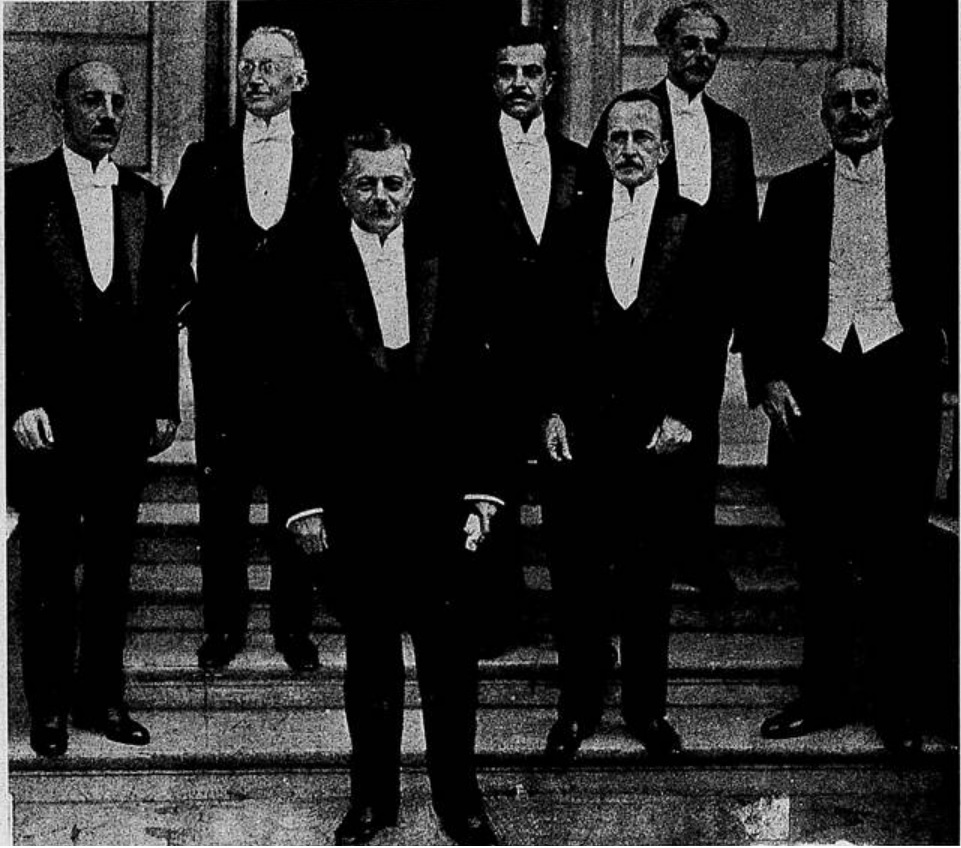
El presidente Epitácio Pessoa (en primer plano) y su primer gabinete ministerial: de izquierda a derecha Raul Soares de Moura (Marina), José Manuel de Azevedo Marques (Exterior), José Pires do Rio (Carreteras y Obras Públicas), Homero Batista (Hacienda), Alfredo Pinto Vieira de Melo (Guerra/Justicia) e Ildefonso Simões Lopes (Agricultura).

- Agricultura, Industria y Comercio: Ildefonso Simões Lopes, José Pires do Rio - interino
- Hacienda: Homero Batista
- Guerra: Alfredo Pinto Vieira de Melo - interino, João Pandiá Calógeras, João Pedro da Veiga Miranda - interino
- Justicia y Negocios Interiores: Alfredo Pinto Vieira de Melo, Joaquim Ferreira Chaves - interino
- Marina: Raul Soares de Moura, Joaquim Ferreira Chaves, João Pedro da Veiga Miranda
- Relaciones exteriores: José Manuel de Azevedo Marques
- Carreteras y Obras Públicas: José Pires do Rio.

## Publicaciones
Esta es una lista de los libros publicados por Epitácio Pessoa:
1. "Sertanejas" (1887) - colección de poesías escritas por Epitácio Pessoa durante su juventud.
2. "Folhas soltas" (1892) - libro de poesías publicado por Epitácio Pessoa.
3. "As lutas e os triunfos de Benjamin Constant" (1898) - biografía de Benjamin Constant escrita por Epitácio Pessoa.
4. "O movimento operário brasileiro" (1906) - ensayo de Epitácio Pessoa sobre el movimiento obrero en Brasil.
5. "Oração aos moços" (1920) - discurso de Epitácio Pessoa dado en la Universidad de São Paulo en 1920.

Además de estas obras, Epitácio Pessoa también dejó varias cartas y discursos que fueron publicados póstumamente en diversos libros y colecciones.